# Naramice
Naramice [pronunciación en polaco: /naraˈmit͡sɛ/] es un pueblo ubicado en el distrito administrativo de Gmina Biała, dentro del condado de Wieluń, Voivodato de Łódź, en el centro de Polonia. Se encuentra a unos 4 kilómetros al norte de Biała, a 14 kilómetros al noroeste de Wieluń, y a 90 kilómetros al suroeste de la capital regional Łódź.